# Garcinia preussii
Garcinia preussii är en tvåhjärtbladig växtart som beskrevs av Adolf Engler. Garcinia preussii ingår i släktet Garcinia och familjen Clusiaceae. Inga underarter finns listade i Catalogue of Life.